# Danthonia sericea
Danthonia sericea är en gräsart som beskrevs av Thomas Nuttall. Danthonia sericea ingår i släktet knägrässläktet, och familjen gräs. Inga underarter finns listade i Catalogue of Life.